# 若泽-达佩尼亚
若泽-达佩尼亚是巴西北大河州的一个市镇。总面积117.634平方公里，总人口6187人，人口密度52.6人/平方公里。